# Melhania javanica
Melhania javanica är en malvaväxtart som beskrevs av Adelb.. Melhania javanica ingår i släktet Melhania och familjen malvaväxter. Inga underarter finns listade i Catalogue of Life.